# Ґарби (Сьредський повіт)
Ґарби (пол. Garby) — село в Польщі, у гміні Кшикоси Сьредського повіту Великопольського воєводства.
Населення — 202 особи (2011).
У 1975-1998 роках село належало до Познанського воєводства.

## Демографія
Демографічна структура станом на 31 березня 2011 року:
|          | Загалом | Допрацездатний вік | Працездатний вік | Постпрацездатний вік |
| -------- | ------- | ------------------ | ---------------- | -------------------- |
| Чоловіки | 104     | 23                 | 71               | 10                   |
| Жінки    | 98      | 22                 | 59               | 17                   |
| Разом    | 202     | 45                 | 130              | 27                   |